# Zygotorulaspora florentina
Zygotorulaspora florentina är en svampart som först beskrevs av T. Castelli ex Kudryavtsev, och fick sitt nu gällande namn av Kurtzman 2003. Zygotorulaspora florentina ingår i släktet Zygotorulaspora och familjen Saccharomycetaceae.   Inga underarter finns listade i Catalogue of Life.